# Top Race

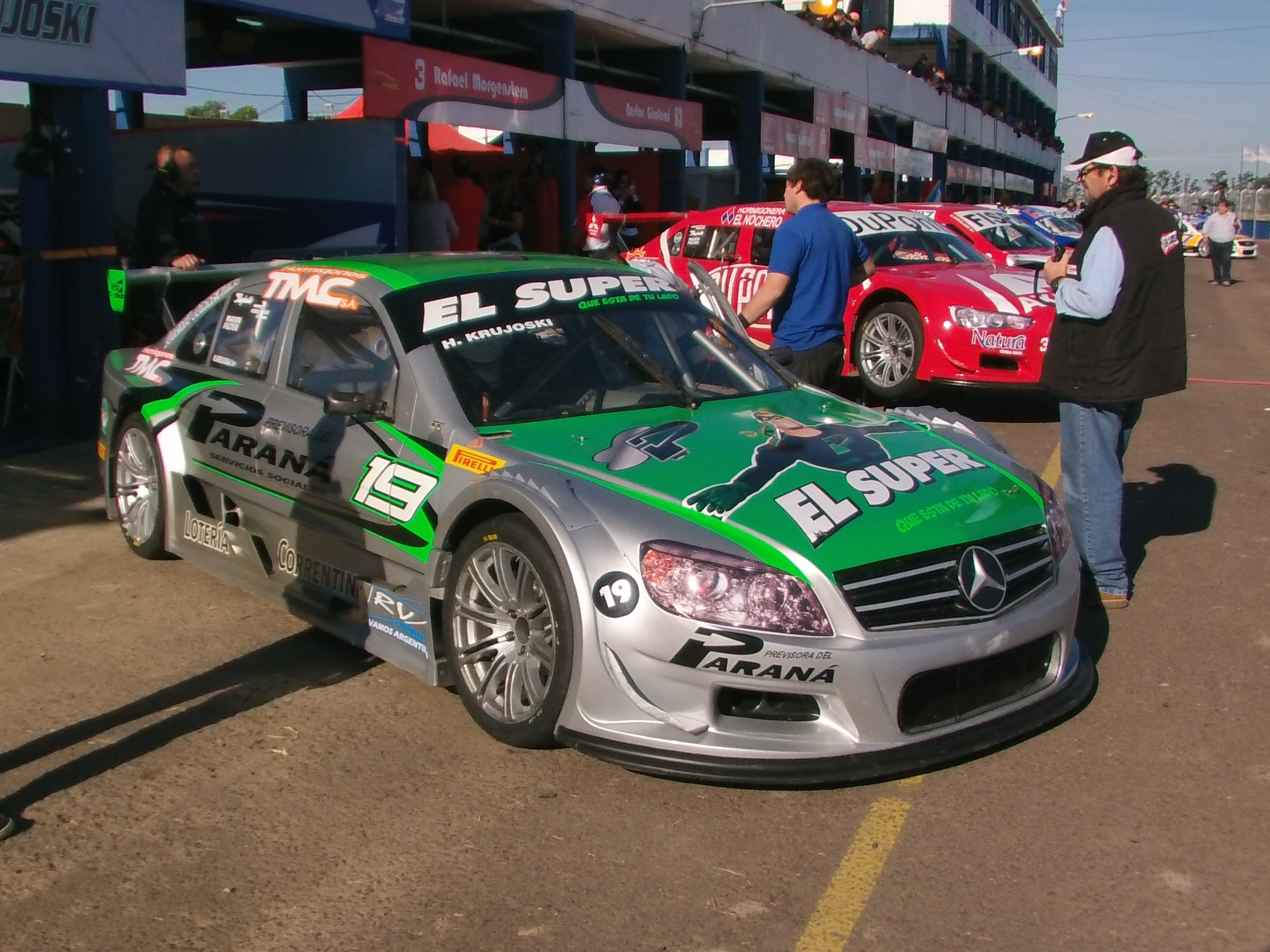
Mercedes-Benz Clase C de la TRV6

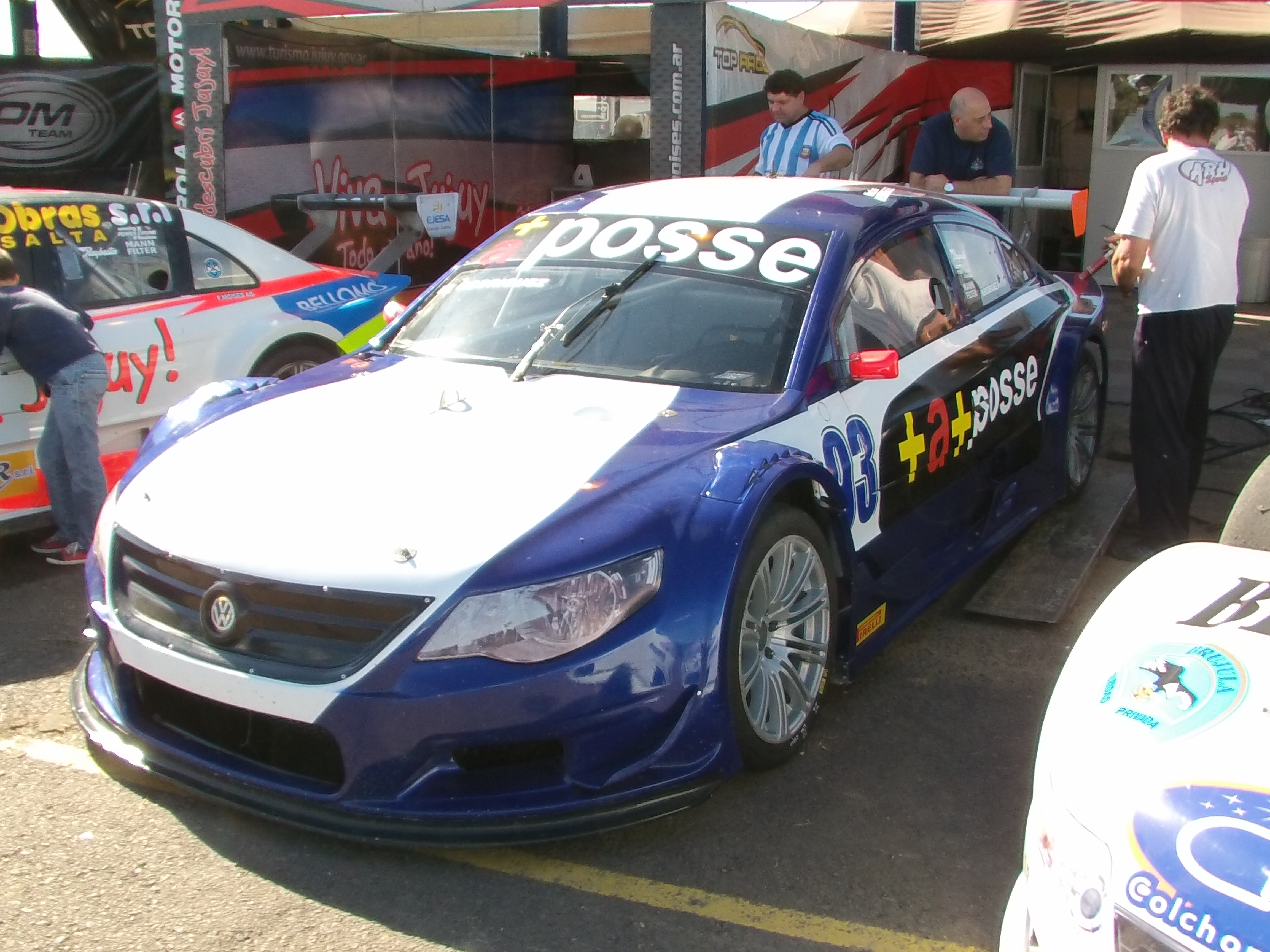
Volkswagen Passat CC de la TRV6

Top Race es un campeonato de automovilismo de velocidad que se disputa en Argentina desde el año 1997. Fue creado y fiscalizado por la Asociación Corredores de Turismo Carretera, y actualmente está bajo la administración del piloto y dirigente Alejandro Levy. Fue concebido, principalmente, para que los pilotos de las otras dos categorías principales del país (Turismo Carretera y Turismo Competición 2000), puedan mantenerse en actividad en los fines de semana que tuviesen libres. En sus primeros años, la categoría contó con un sistema reglamentario que fomentaba la libre elección en cuanto a la preparación de sus unidades. De esta manera, se podían ver unidades de distintos segmentos del mercado (como ser desde un Renault Clio hasta un Mercedes-Benz 280) peleando en pista y en igualdad de condiciones. Esta primera etapa de la categoría se vio distinguida por la participación de grandes figuras del automovilismo argentino, tales como Juan María Traverso, Ernesto Bessone II o Gabriel Raies entre otros.
En 2005, respondiendo a una acción de marketing, varios equipos fueron patrocinados por clubes de fútbol, entre ellos los cinco grandes del fútbol argentino: Boca Juniors, River Plate, Independiente, Racing y San Lorenzo. Esta propuesta generó gran repercusión para el Top Race, que finalmente fue dejando esta unión para potenciar la lucha deportiva y la calidad de su motores como puntos fuertes, además de una constante exposición mediática.
El 10 de diciembre de 2010, luego de haberse anunciado a mitad del segundo semestre de ese año, la desvinculación de Top Race de ACTC como ente fiscalizador, el presidente de la categoría Alejandro Urtubey, anunció que a partir del año 2011 la misma será fiscalizada por la Federación Internacional del Automóvil, a través de la Confederación Deportiva Automovilística Sudamericana (CODASUR), luego de ser confirmada por el máximo órgano automotor como categoría sudamericana.
En el año 2012 se realizó una reformulación en el parque automotor del TRV6. Originalmente esta categoría iba a presentar unidades equipadas con impulsores V6 de 3.5 litros de cilindrada, capaces de desarrollar 440 HP y con block y tapas desarrollados en Estados Unidos por Oreste Berta. Finalmente, estos coches terminaron presentado una reducción en su potencia nominal anunciada inicialmente, al bajar de 440 HP a 390 HP. Esta unidades también fueron equipadas con implementos aerodinámicos con diseños de última generación.
El recambio de automóviles provocó que la categoría menor Top Race Series pasara a utilizar las primitivas unidades del TRV6, y la restitución del Top Race Junior con los viejos automóviles de la Top Race Series. De esta forma, Top Race pasó a ser la primera categoría de automovilismo argentino en presentar tres divisionales, después de varios años cuando el Turismo Nacional comenzaba a presentar solo dos clases.

## Historia

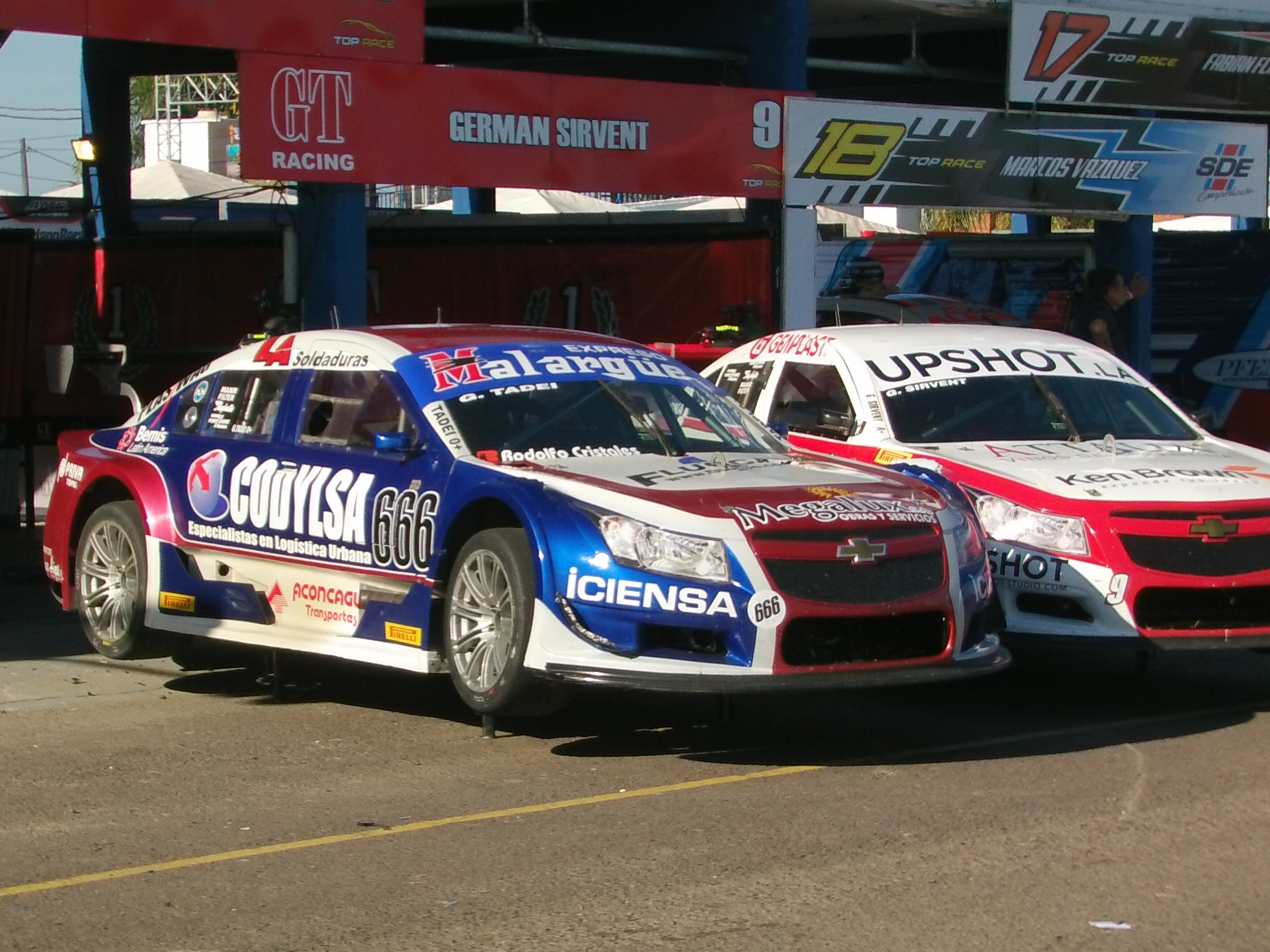
Chevrolet Cruze de la TRV6

Creada en 1997 y fiscalizada por la Asociación de Corredores de Turismo Carretera desde ese año, Originalmente, los automóviles que participaban en el Top Race eran turismos preparados por los organizadores, y abarcaban desde un Renault Clio hasta un Mercedes-Benz Clase C. Desde 1998, la categoría quedó reservada exclusivamente para modelos del segmento D, tales como el Chevrolet Vectra, el Ford Mondeo, el Dodge Stratus, el Peugeot 405 o los BMW Serie 3. El reglamento de la categoría, permitiía indistintamente el uso de vehículos con tracción trasera o delantera, siendo este uno de los factores fundamentales que hacían que unas marcas se vean favorecidas sobre las otras. A mediados de la década del 2000, el parque automotor estuvo dominado por los BMW Serie 3 y los Chevrolet Vectra, aunque también había modelos de otras marcas. En el año 2004, comenzaron a incursionar modelos de categorías menores como el Ford Escort o el Volkswagen Polo. Este mismo año, Bessone se adjudicaría la corona a bordo de un Ford Escort Zetec y derrotando a los modelos grandes.
A fines de ese año, el empresario Alejandro Urtubey compró las acciones de la categoría con el fin de reformularla completamente. Debido a esto, el campeón 2004 Ernesto Bessone empezó la temporada sin pintar el "1" en sus laterales, ya que comenzaba una nueva categoría. Los automóviles viejos se continuaron utilizando en 2005 en una segunda divisional, llamada Top Race Pista. Su campeón fue definido con suspenso a favor del piloto Claudio Kohler, ya que si bien este había terminado segundo en la tabla de puntos, quien había finalizado en primer lugar, Gustavo Fontana, no había obtenido un triunfo alguno, lo cual es requisito hasta el día de hoy para proclamarse campeón en la categoría.

### TRV6

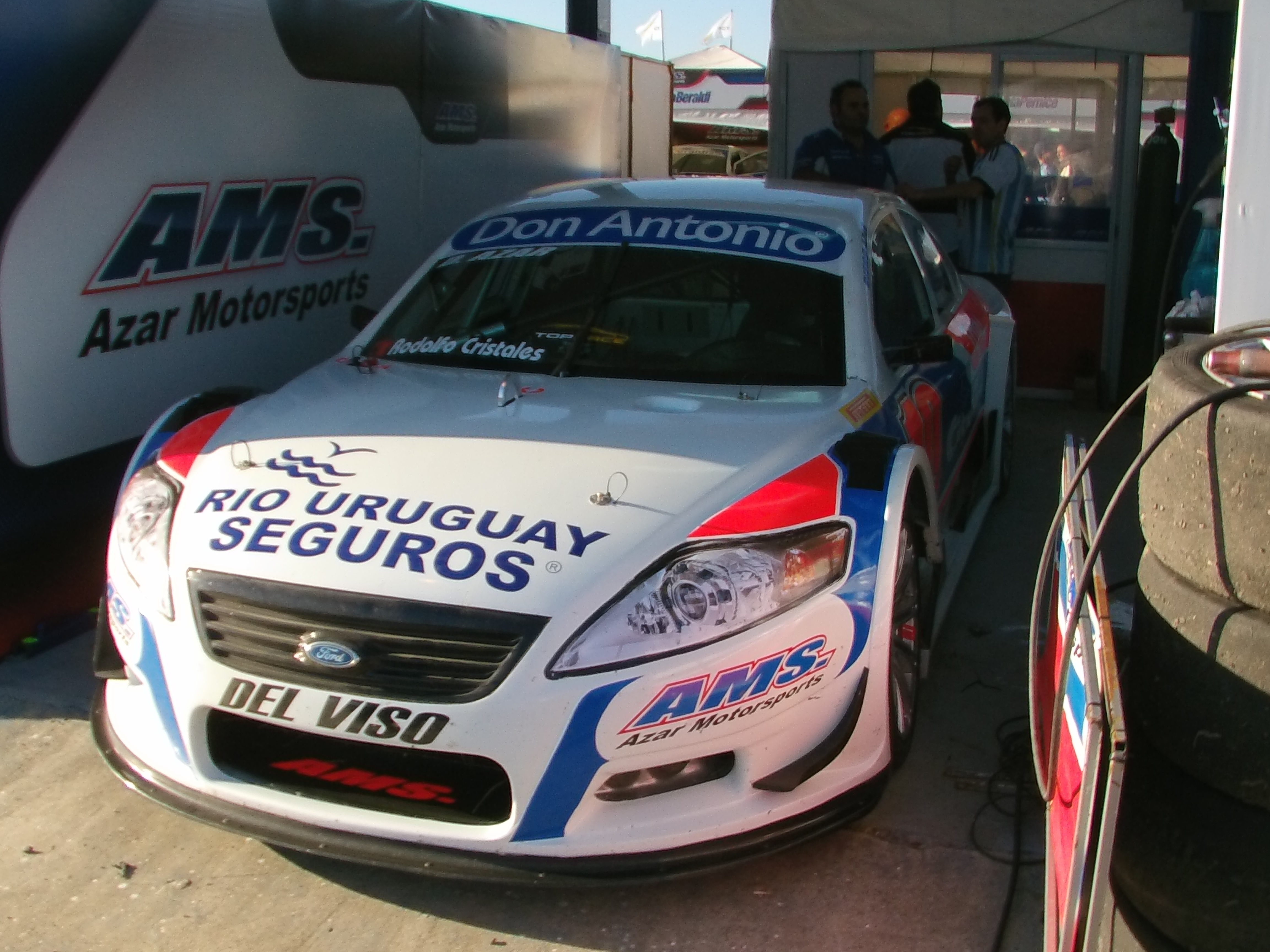
Ford Mondeo III de la TRV6

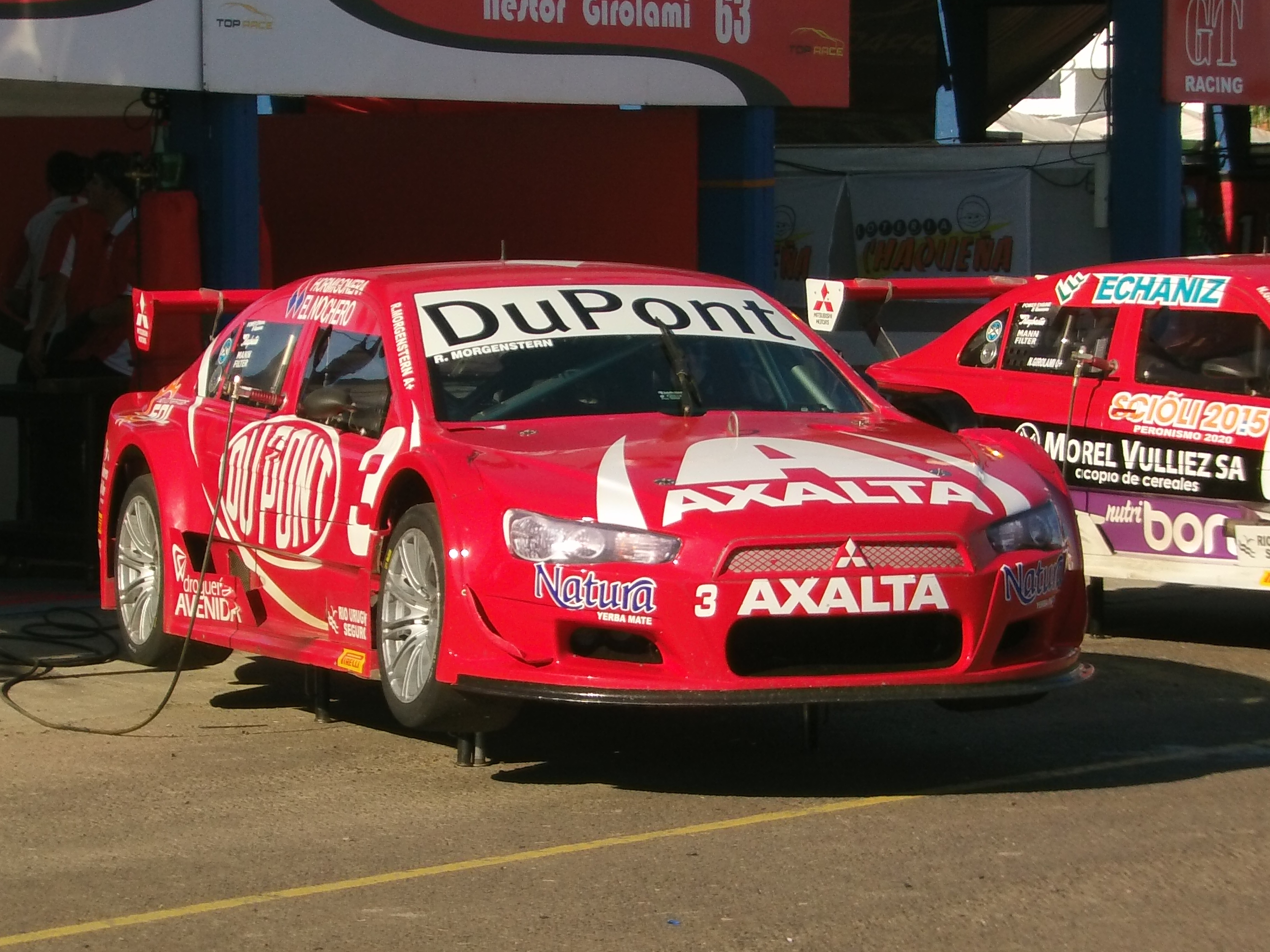
Mitsubishi Lancer GT de la TRV6

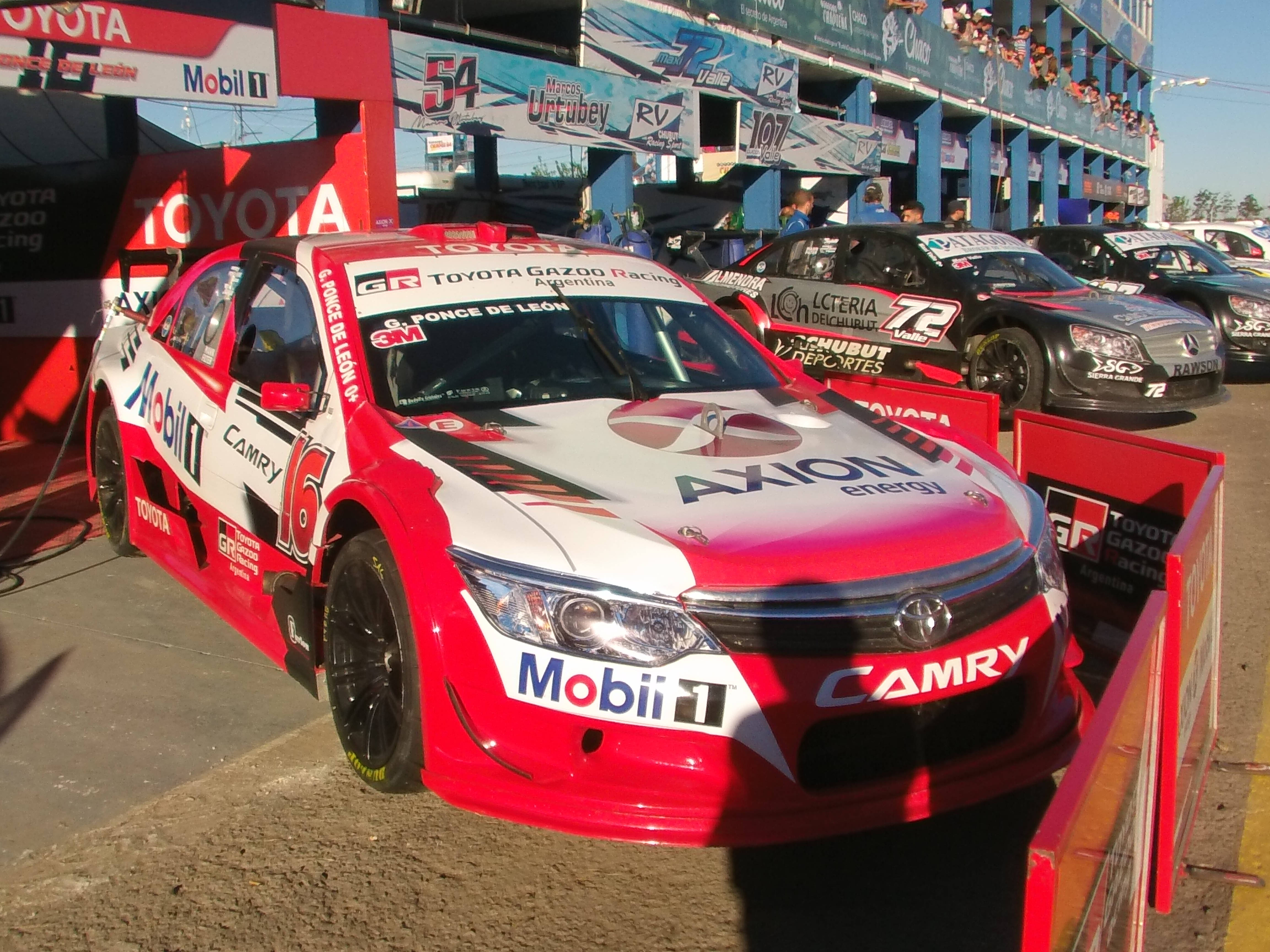
Toyota Camry XV50 de la TRV6

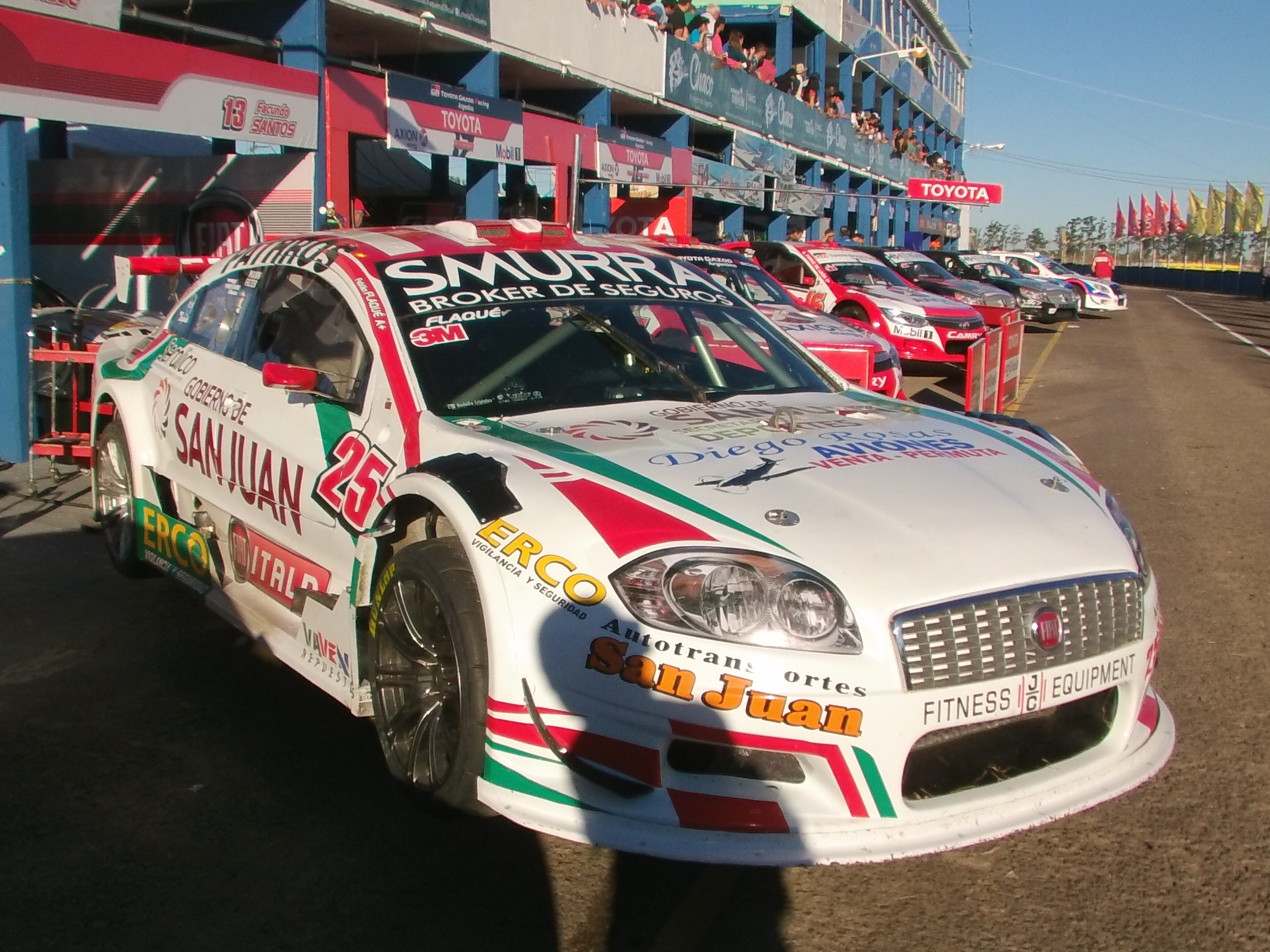
Fiat Linea de la TRV6

Desde la temporada 2005, los automóviles fueron totalmente reformulados, y pasaron a ser desarrollados desde cero por Oreste Berta. Son siluetas, en el sentido de que todos poseen la misma mecánica pero incorporan una carrocería que imita a turismos del segmento D, tales como el Chevrolet Vectra, el Ford Mondeo, el Peugeot 407 y el Volkswagen Passat. Poseen un motor gasolina de 3.0 litros de cilindrada, seis cilindros en V, cuatro válvulas por cilindro y desarrollan unos 350 CV de potencia máxima a 7000 rpm de origen Jaguar. Por esta razón, la categoría se denomina desde ese año Top Race V6. Tal fue el crecimiento y éxito de esta idea, que el TC 2000, una de las categorías de más historia en la Argentina, copió la propuesta y a partir de la temporada 2009 le pidió al mismo Berta que desarrollara los impulsores de todos sus participantes, aunque en este caso eran motores de cuatro cilindros en línea y menor potencia.
En el año debut de la categoría, varios pilotos de renombre fueron confirmados, entre ellos Ernesto Bessone campeón 2004. Sin embargo, Bessone no pudo utilizar el "1" ya que se trataba de una categoría totalmente nueva, prácticamente empezando de cero. Fue por ese motivo que debió debutar con el "2" en sus laterales. Bessone se dio el gusto de estrenar el "1" en una carrera del Top Race Pista. Sin embargo su objetivo fue más para un homenaje, ya que en la fecha anterior había fallecido el piloto Julián Alfaro, probando su Citroën C5. Por este motivo, Bessone decidió hacer correr al anterior coche de Alfaro, un Hyundai Coupe, una última carrera antes de donar el vehículo al Museo de Juan Manuel Fangio.
En el debut de la Top Race V6, se decidió correr un Torneo Presentación, el cual abarcaba las primeras tres fechas del campeonato 2005. Quien finalizara primero al cabo de esas tres fechas se llevaría el Torneo. Guillermo Ortelli, al comando de un Chevrolet Vectra patrocinado por el Club Atlético Boca Juniors, obtendría el mérito de ser el primer campeón del TRV6, aunque de manera extraoficial. Más tarde, se llevaría el título de la temporada oficial 2005, convirtiéndose así en el primer campeón de la especialidad.
Hoy en día, dado el crecimiento continuo en los últimos años, y debido al acompañamiento del público aficionado, se ha posicionado como la tercera categoría en importancia en la Argentina, por detrás del Turismo Carretera y del TC 2000 y por delante del Turismo Nacional, aunque en calidad tecnológica estaría ocupando el segundo lugar. El año 2008 fue, indudablemente, el más exitoso en la breve historia de la categoría -la más nueva del ámbito nacional- por los logros alcanzados: se incorporaron los mejores pilotos del país, se sumaron escuadras importantes, y se realizó La Carrera del Año, el evento de automovilismo con más público en Buenos Aires, donde corrió el expiloto de Fórmula 1 Jacques Villeneuve como invitado. El índice de audiencia televisivo creció como nunca antes, y los auspiciantes decidieron apoyar la propuesta de Top Race: la de carreras de automóviles similares con los mejores pilotos del país, priorizando las cualidades conductivas de estos y no sus capacidades económicas para desarrollar un mejor automóvil.
En 2007 se agregó la Top Race Junior, una categoría que se presentó como escuela para pilotos, cuyo objetivo era la formación de pilotos y el descubrimiento de nuevos valores del automovilismo argentino. Sin embargo, este precepto fue dejado de lado debido a la concepción de estos vehículos y al nivel de sus pilotos, lo cual despertó el interés de pilotos de mayor trayectoria, quienes vieron en esta categoría una nueva oportunidad para relanzar su carrera deportiva. Es por eso que a partir de 2010, el Top Race Junior pasó a denominarse Top Race Series, nombre que fue elegido por los aficionados de la categoría vía Internet.
La constante evolución del Top Race, llegó a posicionarla como una de las categorías mejor avanzadas tecnológicamente, no solo en el país sino también en Sudamérica. Esta situación, comenzó a ser vista por el ente fiscalizador ACTC, como una incompatibilidad en su trabajo, por lo que se pensó en la alternativa de dejar de fiscalizar al Top Race.
El 22 de septiembre de 2010, la Asociación de Corredores de Turismo Carretera anunució su retiro de la fiscalización de la categoría Top Race. Uno de los motivos esgrimidos por el presidente de ACTC, Oscar Aventín, para tomar esta decisión, fue la evolución deportiva a nivel regional que experimentara el Top Race, la cual dejó de lado su carácter nacional para pasar a ser una categoría a nivel sudamericano, lo cual se encuentra fuera del alcance de ACTC, ya que esta entidad solo fiscaliza competencias de categorías nacionales.
Esta decisión trajo también su toque de polémica, cuando Aventín anunció la primera fecha del calendario 2011 del Turismo Carretera para el 13 de febrero, mismo día en el que el Top Race formalizó que se correrá la séptima fecha de la temporada 2010/11 de su campeonato. A su vez, la Comisión Deportiva Automovilística del Automóvil Club Argentino se negó a reconocer las primeras seis fechas de la temporada 2010/11. Por tanto, el Top Race finalizó anticipadamente la temporada 2010, y dio inicio a la temporada 2011 en febrero, volviendo al calendario anual habitual.

### Publicidad
Para mantener el concepto de espectáculo dentro y fuera de pista, el Top Race trabaja constantemente para acercar e involucrar al público, en particular el no habituado al presenciar carreras de automovilismo. Cada fecha suele ser una caja de sorpresas para los espectadores, que además de ver carreras de automovilismo disfrutan de otras actividades.
Los pilotos y equipos de Top Race colaboran activamente en las campañas publicitarias la categoría que habitualmente genera en cada sitio que visita. Ejemplos de estas actividades son llevar público a los circuitos en vehículos conducidos por los pilotos, jugar partidos de básquetbol y fútbol con deportistas reconocidos, tirarse en paracaídas, participar de un circo, repartir comida entre el público, donar objetos en una subasta a beneficio, correr contra atletas velocistas o contra una motocicleta de carreras, llevar un auto hasta la ciudad más elevada del país –San Antonio de los Cobres, en Salta–, y plantear la definición de un campeonato arriba de un ring de boxeo.
A lo largo de su historia, sobresalieron las actuaciones de pilotos como Guillermo Ortelli, Emiliano Spataro, Omar Martínez, Rafael Morgenstern, Esteban Tuero, Marcos Di Palma, Norberto Fontana, Gabriel Ponce de León, Mariano Altuna, Gustavo Tadei, Juan Manuel Silva, José María López, Juan Cruz Álvarez y Gabriel Furlán, entre otros. También, para dar promoción internacional a la categoría, se realizan competencias en el exterior, como ser en el autódromo de Interlagos, Brasil y se remiten invitaciones a pilotos de renombre mundial, como el canadiense Jacques Villeneuve, excampeón de Fórmula 1 nombrado como embajador mundial de la categoría. En este contexto, a partir del año 2008, cada año la categoría organiza la denominada Carrera del Año, el evento más importante de la misma, donde la dirigencia organiza un verdadero festival, desplegando todo el colorido de la categoría, con la organización de shows, espectáculos de medio tiempo, la invitación a pilotos de renombre y desde el año 2009 la organización en conjunto de la fecha con la categoría brasileña Fórmula Truck, todo esto realizado en el Autódromo Oscar y Juan Gálvez de la Ciudad de Buenos Aires.
Otro plan que había sido puesto en marcha fue el acompañamiento del excampeón de la categoría, José María López, en su incursión en la Fórmula 1, como patrocinador del piloto y del equipo USF1, sin embargo el intento fue fallido, luego de conocerse que el equipo no contaba ni siquiera con el personal necesario para encarar el campeonato, por lo que López debió volverse al país donde pudo darse el lujo de exhibir el "1" pintado en los laterales del alerón de su coche, ya que decidió mantener su número identificatorio en sus puertas: El "37".

## Marcas homologadas

### Marcas y modelos
Se incluyen todos los modelos que hayan corrido en cualquier modalidad de la categoría (TR Original, V6, Series, Junior y NOA)
- Alfa Romeo
  - Alfa Romeo 155 (1997-2006)
  - Alfa Romeo 164 (1997-2001)
  - Alfa Romeo GTV (1999-2003)
  - Alfa Romeo 145 (2004-2005)
  - Alfa Romeo 156 (2005-2014)
- Audi
  - Audi A4 (20051)
  - Audi A6-S6 (2015-2016)
- BMW
  - BMW Serie 3
    - BMW 325i (1997-2005)
    - BMW 328i (1999-2000)
    - BMW 320i (2001-2006)
    - BMW M3 (2002-2003)
    - BMW E90-318i (2006-2007, 2015-2017)
- Chevrolet
  - Chevrolet/Opel Vectra (1998-2014)
  - Chevrolet Astra (2004)
  - Chevrolet Cruze (2012-presente)
- Chrysler
  - Dodge Daytona (1999-2000)
  - Chrysler Neon (2000-2004)
  - Dodge Stratus (2001-2004)
- Citroën
  - Citroën Xsara (2004-2006)
  - Citroën C5 (2005-2007, 2010)
  - Citroën C4 Lounge (2016-2018)
- Fiat
  - Fiat Linea (2011-2017)
  - Fiat Tipo (2017-presente)
  - Fiat Cronos (2018, 2020-presente)
- Ford
  - Ford Mondeo (1997-1999, 2002-presente)
  - Ford Focus (2003-2006)
  - Ford Escort Zetec (2004-2005)
- Geely
  - Geely Emgrand (2018)
- Honda
  - Honda Prelude (1997-2006)
  - Honda Civic (1997-1999, 2001-2004, 2015-2017, 2021-presente)
  - Honda Accord (2002-2003)
- Hyundai
  - Hyundai Coupe (2004-2005)
- Mazda
  - Mazda Atenza (2015)
- Mercedes-Benz
  - Mercedes-Benz Clase C
    - Mercedes-Benz C280 (1997-2005)
    - Mercedes-Benz C203 (2006-2013)
    - Mercedes-Benz C204 (2012-presente)

  - Mercedes-Benz Clase A
    - Mercedes-Benz CLA (2014-presente)
- Mitsubishi
  - Mitsubishi Galant (2001-2003)
  - Mitsubishi Lancer (2010-2021)
- Nissan
  - Nissan 300 ZX (1997-2006)
  - Nissan Sentra (2019)
- Peugeot
  - Peugeot 405 (1999-2006)
  - Peugeot 406 (2002-2007)
  - Peugeot 407 (2007-2009)
  - Peugeot 408 (2016-2018)
- Porsche
  - Porsche 944 (1997-2001)
  - Porsche Panamera (2020-2021)
- Renault
  - Renault Clio (1997-1999)
  - Renault Mégane (1999-2004)
  - Renault Laguna (2005-2007, 2010)
  - Renault Fluence (2016-presente)
- SEAT
  - SEAT Ibiza (1999)
- Toyota
  - Toyota Corona (2001-2005)
  - Toyota Camry (2015, 2017-presente)
  - Toyota Corolla (2015-presente)
- Volkswagen
  - Volkswagen Golf VR6 (1997-1999, 2003)
  - Volkswagen Polo Classic (2002, 2004-2005)
  - Volkswagen Passat (2005-2016, 2022)
  - Volkswagen Vento (2014-2018, 2020)
- Volvo
  - Volvo S60 (2015)
  - Volvo S40 (2016)

1) El modelo fue presentado pero nunca corrió en la categoría

## Campeones
| Top Race original | Top Race original   | Top Race original    |
| Temporada         | Piloto              | Automóvil            |
| ----------------- | ------------------- | -------------------- |
| 1997              | Omar Martínez       | Honda Prelude        |
| 1998              | Juan María Traverso | Mercedes-Benz C-202  |
| 1999              | Juan María Traverso | Peugeot 405          |
| 2000              | Omar Martínez       | Honda Prelude        |
| 2001              | Guillermo Ortelli   | BMW Serie 3 E36      |
| 2002              | Diego Aventin       | BMW Serie 3 E36      |
| 2003              | Juan María Traverso | BMW Serie 3 E36      |
| 2004              | Ernesto Bessone II  | Ford Escort Zetec    |
| 2005              | Claudio Kohler      | BMW Serie 3 E36      |
| Top Race V6       |                     |                      |
| Temporada         | Piloto              | Automóvil            |
| Presentación 2005 | Guillermo Ortelli   | Chevrolet Vectra II  |
| 2005              | Guillermo Ortelli   | Chevrolet Vectra II  |
| 2006              | Omar Martínez       | Ford Mondeo II       |
| 2007              | Emiliano Spataro    | Volkswagen Passat V  |
| 2008              | Emiliano Spataro    | Volkswagen Passat V  |
| 2009              | José María López    | Ford Mondeo II       |
| CA 2010           | Guido Falaschi      | Ford Mondeo II       |
| TC 2010           | Agustín Canapino    | Mercedes-Benz C-203  |
| 2011              | Agustín Canapino    | Mercedes-Benz C-203  |
| 2012              | Agustín Canapino    | Mercedes-Benz C-204  |
| 2013              | Agustín Canapino    | Mercedes-Benz C-204  |
| 2014              | Agustín Canapino    | Mercedes-Benz C-204  |
| 2015              | Matías Rodríguez    | Mercedes-Benz C-204  |
| 2016              | Agustín Canapino    | Mercedes-Benz C-204  |
| 2017              | Agustín Canapino    | Mercedes-Benz C-204  |
| 2018              | Franco Girolami     | Mitsubishi Lancer GT |
| 2019              | Matías Rossi        | Toyota Camry XV50    |
| 2020              | Matías Rossi        | Toyota Camry XV50    |
| 2021              | Diego Javier Azar   | Toyota Camry XV50    |
| 2022              | Diego Azar          | Lexus ES             |

- [10]

### Campeones por cantidad de títulos
| Cantidad | Piloto              | Torneos                                     |
| -------- | ------------------- | ------------------------------------------- |
| 7        | Agustín Canapino    | TC 2010, 2011, 2012, 2013, 2014, 2016, 2017 |
| 3        | Omar Martínez       | 1997, 2000, 2006                            |
| 3        | Juan María Traverso | 1998, 1999, 2003                            |
| 2        | Matías Rossi        | 2019, 2020                                  |
| 2        | Guillermo Ortelli   | 2001, 2005                                  |
| 2        | Emiliano Spataro    | 2007, 2008                                  |
| 2        | Diego Azar          | 2021, 2022                                  |
| 1        | Diego Aventin       | 2002                                        |
| 1        | Ernesto Bessone II  | 2004                                        |
| 1        | Claudio Kohler      | 2005 *                                      |
| 1        | José María López    | 2009                                        |
| 1        | Guido Falaschi      | CA 2010                                     |
| 1        | Matías Rodríguez    | 2015                                        |
| 1        | Franco Girolami     | 2018                                        |

(*): Fue campeón de la edición 2005 del Top Race Original

### Marcas campeonas de Top Race + TRV6 por cantidad de títulos
| # | Marcas                          | N.º | Temporadas | Temporadas | Temporadas | Temporadas | Temporadas | Temporadas | Temporadas | Temporadas | Temporadas |
| - | ------------------------------- | --- | ---------- | ---------- | ---------- | ---------- | ---------- | ---------- | ---------- | ---------- | ---------- |
| 1 | Mercedes-Benz                   | 9   | 1998       | 2010       | 2011       | 2012       | 2013       | 2014       | 2015       | 2016       | 2017       |
| 2 | BMW                             | 4   | 2001       | 2002       | 2003       | 2005       |            |            |            |            |            |
| 2 | Ford                            | 4   | 2004       | 2006       | 2009       | 2010       |            |            |            |            |            |
| 4 | Toyota                          | 3   | 2019       | 2020       | 2021       |            |            |            |            |            |            |
| 5 | Honda                           | 2   | 1997       | 2000       |            |            |            |            |            |            |            |
| 5 | Volkswagen                      | 2   | 2007       | 2008       |            |            |            |            |            |            |            |
| 7 | Peugeot                         | 1   | 1999       |            |            |            |            |            |            |            |            |
| 7 | Chevrolet                       | 1   | 2005 *     |            |            |            |            |            |            |            |            |
| 7 | Mitsubishi                      | 1   | 2018       |            |            |            |            |            |            |            |            |
| 7 | Lexus                           | 1   | 2022       |            |            |            |            |            |            |            |            |
|   |                                 |     |            |            |            |            |            |            |            |            |            |
|   | Campeonato de Top Race Original |     |            |            |            |            |            |            |            |            |            |
|   | Campeonato de Top Race V6       |     |            |            |            |            |            |            |            |            |            |

(*) : A principios de esta temporada, se había disputado el Torneo Presentación 2005, el cual si bien fue ganado por Guillermo Ortelli al comando de un Chevrolet Vectra II, no está considerado como un torneo oficial.

## Pilotos destacados
| Piloto                | Títulos | Victorias | Podios |
| --------------------- | ------- | --------- | ------ |
| Diego Aventin         | 1       | 29        | 6      |
| Omar Martínez         | 3       | 26        | 80     |
| Emiliano Spataro      | 2       | 19        | 45     |
| Juan María Traverso   | 3       | 19        | 44     |
| Guillermo Ortelli     | 2       | 16        | 48     |
| Julio Catalán Magni   | 0       | 16        | 42     |
| Agustín Canapino      | 6       | 34        | 25     |
| Henry Martin          | 0       | 12        | 30     |
| Juan Manuel Silva     | 0       | 11        | 31     |
| Gustavo Tadei         | 0       | 7         | 17     |
| Mariano Altuna        | 0       | 6         | 10     |
| Gabriel Ponce de León | 0       | 6         | 18     |
| Daniel Belli          | 0       | 6         | 22     |
| Marcos Di Palma       | 0       | 5         | 89     |
| Pedro Doumic          | 0       | 5         | 11     |
| José María López      | 1       | 5         | 12     |
| Ariel Pacho           | 0       | 5         | 10     |
| Juan Cruz Álvarez     | 0       | 4         | 12     |
| Ernesto Bessone II    | 1       | 4         | 24     |
| Alejandro Bini        | 0       | 4         | 18     |
| Norberto Fontana      | 0       | 4         | 16     |
| Gabriel Raies         | 0       | 3         | 18     |
| Guido Falaschi        | 1       | 3         | 8      |
| Néstor Riva           | 0       | 1         | 10     |

## Top Race Series, Junior y NOA

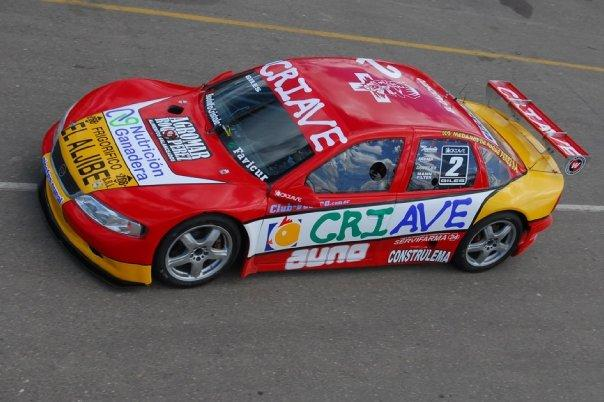
Chevrolet Vectra II de Top Race Junior (2009).

Tras la presentación de la divisional TRV6 en el año 2005, a partir del año 2007 Top Race trasladó su temática de reproducción de unidades de competición de fabricación propia para destinarla a la creación de divisiones inferiores, las cuales eran creadas con el objetivo de formar nuevos talentos en el automovilismo nacional, o bien brindar una opción más económica a las posibilidades de competir de pilotos más experimentados.
De esta manera, en el año 2007 fue presentada la divisional Top Race Junior, la cual fue inicialmente presentada como una divisional formativa destinada a jóvenes pilotos provenientes de categorías de karting o de fórmulas. La accesibilidad de sus costos permitió además que la misma sirva como una alternativa económica para pilotos de mayor experiencia, o bien provenientes de categorías zonales que buscaban una opción para competir a nivel nacional.
Para el año 2010, comenzó a acentuarse la presencia de pilotos experimentados que encontraban en esta divisional la alternativa para continuar con sus carreras deportivas, lo que llevó a desvirtuar el objetivo principal de la misma y a su vez a considerar el recambio de su denominación, ya que el término "Junior" se debía justamente a la condición de categoría formativa con la que se pretendió fundar en su momento. Por tal motivo, Top Race lanzó a mediados de 2010 un concurso público por el cual se propuso la reformulación del nombre de su segunda división. Este concurso consistió en llamar a través de internet a los seguidores de la categoría, a una votación para elegir la nueva denominación. De esta manera, a partir de la segunda mitad del año 2010, la segunda división comenzó a ser conocida como Top Race Series, el cual fue el nombre que finalmente fue elegido por la gente, a través del sitio oficial de la categoría.
En el año 2012 y tras un proceso de reformulación en su parque automotor encarado desde el año 2010, Top Race recuperó la denominación "Junior" para su división inferior. Esto se debió a la presentación a partir de ese año de un nuevo parque automotor para la división superior, siendo los coches que hasta esa temporada eran usados por la misma recategorizados a una segunda división. De esta manera, la evolución de la TRV6 provocó también la evolución del Top Race Series, división que pasó a heredar el primitivo parque de la división superior. Al mismo tiempo, fue de esta forma que la división inferior retomó su primitiva denominación, lográndose de esta manera un nuevo formato de ascenso para arribar hasta la TRV6.
A pesar de su regreso en 2012, la Top Race Junior volvió a sufrir una segunda suspensión en sus actividades, debido a la decisión de Top Race de reutilizar su parque automotor para la creación de una división zonal con epicentro en la región del Noroeste argentino. Por esta determinación, la Top Race Junior pasó a mediados de 2013 a dar lugar a la divisional zonal Top Race NOA. Esta divisional (cuya planificación comenzó en 2012), comenzó sus primeros torneos desarrollando un calendario propio, de manera independiente al que compartían TRV6 y TR Series. La paulatina incorporación de pilotos provenientes de otras regiones y provincias del país, provocó el planteo de comenzar a partir de 2016 compartir calendario con las divisiones mayores, lo cual finalmente además de tener lugar, permitió el retorno de la denominación Junior para la división inferior.